# 拿騷-威爾堡的特蕾莎
拿騷-威爾堡的特蕾莎（德語：Therese von Nassau-Weilburg，1815年4月17日—1871年12月8日），拿騷公爵威廉的長女。

## 家庭
1837年，特蕾莎與歐登堡的彼得公爵結婚。兩人共有4子3女：
1. 亞歷山德拉（1838年—1900年）
2. 尼庫勞斯（1840年—1886年）
3. 亞歷山大（1844年—1932年）
4. 卡塔里娜（1846年—1866年），早逝
5. 格奧爾格（1848年—1871年）
6. 康斯坦丁（英语：Duke Constantine Petrovich of Oldenburg）（1850年—1906年）
7. 特蕾莎（英语：Duchess Therese Petrovna of Oldenburg）（1852年—1883年）